# Bergbieten
Bergbieten es una comuna francesa situada en la circunscripción administrativa de Bajo Rin y, desde el 1 de enero de 2021, en el territorio de la Colectividad Europea de Alsacia, en la región de Gran Este. Tiene una población estimada, en 2019, de 722 habitantes.
Está ubicada en la región histórica y cultural de Alsacia.